# László Toroczkai
László Toroczkai (ur. 10 marca 1978 w Segedynie) – węgierski polityk nacjonalistyczny. Założyciel rewizjonistycznego i skrajnie prawicowego ugrupowania HVIM (Ruch Młodzieżowy 64 Komitatów) oraz skrajnie prawicowego ruchu Hunnia. W latach 2003–2013 redaktor główny i wydawca pisma Magyar Jelen (Węgierska Współczesność), a od 2013 burmistrz przygranicznej wsi Ásotthalom. Założyciel i prezes skrajnie prawicowej partii politycznej Ruch Naszego Domu.

## Życiorys
W 1998 roku został członkiem skrajnie prawicowej partii MIÉP (Partia Węgierskiej Prawdy i Życia) w tym samym roku zostając posłem do parlamentu z jej ramienia. W latach 1998–2001 pełnił rolę korespondenta frakcji parlamentarnej ugrupowania. W latach 1998 oraz 1999 jako dziennikarz-korespondent informował o wojnie w Kosowie i Wojwodinie w czasie bombardowań NATO. W 2001 roku wystąpił z partii MIÉP.
W latach 2001–2013 był jednym z liderów HVIM (Ruchu Młodzieżowego 64 Komitatów), nacjonalistycznego ugrupowania kultywującego pamięć Wielkich Węgier (węg. Nagy Magyarország) i nawołującego do rewizji granic Republiki Węgierskiej sprzed Traktatu w Trianon z 1920 roku (z wyłączeniem terenów dzisiejszej Chorwacji). Jako lider ugrupowania skupiał węgierską młodzież kotliny-Karpat, z przewodnictwa ruchu zrezygnował w 2013 roku kiedy został wybrany burmistrzem wsi Ásotthalom.
W 2005 roku ukazała się jego książka o wątku autobiograficznym pt. HVIM-owiec na krwawej drodze (Vármegyés a véres úton).
18 września 2006 roku stał na czele tłumu szturmującego, a później zajmującego budynek państwowej telewizji (Telewizja Węgierska). W latach pomiędzy 2006 oraz 2010 był jednym z czołowych przedstawicieli manifestujących w czasie starć z siłami porządkowymi przeciwko rządowi socjaldemokratycznego premiera Ferenca Gyurcsányego.
Z powodów swoich radykalnych rewizjonistycznych poglądów ingerujących w granicę krajów sąsiadujących z Węgrami miał zakaz wjazdu do Słowacji w latach 2006–2011, Rumunii na 3 miesiące w roku 2005 i do Serbii w latach 2004–2005 oraz 2008-2010.
Od 2010 roku jest posłem w sejmiku samorządowym komitatu Csongrád-Csanád. Choć w wyborach w 2010 oraz 2014 roku prowadził listę wojewódzką partii Jobbik nie jest jej członkiem.
W 2013 roku wybrano go z wynikiem 71,5% jako bezpartyjnego kandydata na wójta gminy Ásotthalom. W 2014 roku z wynikiem 100% został wybrany ponownie.
Na początku 2015 roku z jego inicjatywy powstał po raz pierwszy pomysł o zbudowaniu ogrodzenia wzdłuż południowej granicy Węgier, które miałoby na celu zatrzymanie fali uchodźców wojennych i migrantów przekraczających nielegalnie granicę węgiersko-serbską.